# Пешки (Брестская область)
Пешки (бел. Пешкі) — деревня в Берёзовском районе Брестской области Белоруссии. Входит в состав Сигневичского сельсовета.

## География
Деревня находится в центральной части Брестской области, при автодороге Н-81, на расстоянии приблизительно 18 километров (по прямой) к юго-юго-западу от города Берёза, административного центра района. Абсолютная высота — 149 метров над уровнем моря. Площадь населённого пункта — 1,4037 км².

## История
По состоянию на 1905 год, в Пешках проживало 436 человек. В административном отношении деревня входила в состав Черняковской волости Пружанского уезда Гродненской губернии.
Согласно Рижскому мирному договору (1921), деревня вошла в состав межвоенной Польши. Входила в состав гмины Чернякув Пружанского повета Полесского воеводства Польши. В 1921 году числилось 300 жителей, проживавших в 65 домах. В этническом составе населения того периода белорусы составляли 95,7 %, поляки — 14,3 %. В конфессиональном составе населения преобладали православные христиане (95,7 %).
С 1939 года в БССР, с 1940 года деревня в составе Пешкинского сельсовета, который в 1954 году был переименован в Борковский сельсовет.

## Население
По данным переписи 2019 года, в деревне проживало 76 человек.
| Год  | Население, человек |
| ---- | ------------------ |
| 1905 | 436                |
| 1921 | ↘ 300              |
| 2009 | ↘ 116              |
| 2019 | ↘ 76               |